# Paragaon
Paragaon is een geslacht van vliesvleugeligen uit de familie vijgenwespen (Agaonidae). De wetenschappelijke naam van dit geslacht is voor het eerst geldig gepubliceerd in 1959 door Joseph.

## Soorten
Het geslacht Paragaon omvat de volgende soorten:
- Paragaon josephi Wiebes, 1986
- Paragaon perplexum Joseph, 1959